# Pod Švancarkou
Pod Švancarkou je přírodní rezervace severovýchodně od obce Kořenec v okrese Prostějov. Území spravuje Krajský úřad Olomouckého kraje. Rezervace těsně navazuje na přírodní památku Horní Bělá, která se však již nachází v katastru obce Kořenec v okrese Blansko, na území přírodního parku Řehořkovo Kořenecko.

## Flóra
Důvodem ochrany je listnatý les s převahou olše (Alnus), ve kterém se nachází řada vzácných a chráněných rostlin, např. lýkovec jedovatý (Daphne mezereum), plavuň vidlačka (Lycopodium clavatum), zvonečník klasnatý (Phyteuma spicatum), jarmanka větší (Astrantia major), kuklík potoční (Geum rivale), kakost bahenní (Geranium palustre) či upolín nejvyšší (Trollius altissimus). Kolem toků jsou zbytky původních olšin.

## Fauna
V korytě potoka byla zjištěna přítomnost čolka horského (Ichthyosaura alpestris).

## Vodstvo
Územím protéká říčka Bělá.

## Geologie
Podloží je tvořeno kulmskými drobami, prachovci a břidlicemi. Na hlinitopísčitých sedimentech říčky Bělé se vyvinuly gleje.

## Fotogalerie

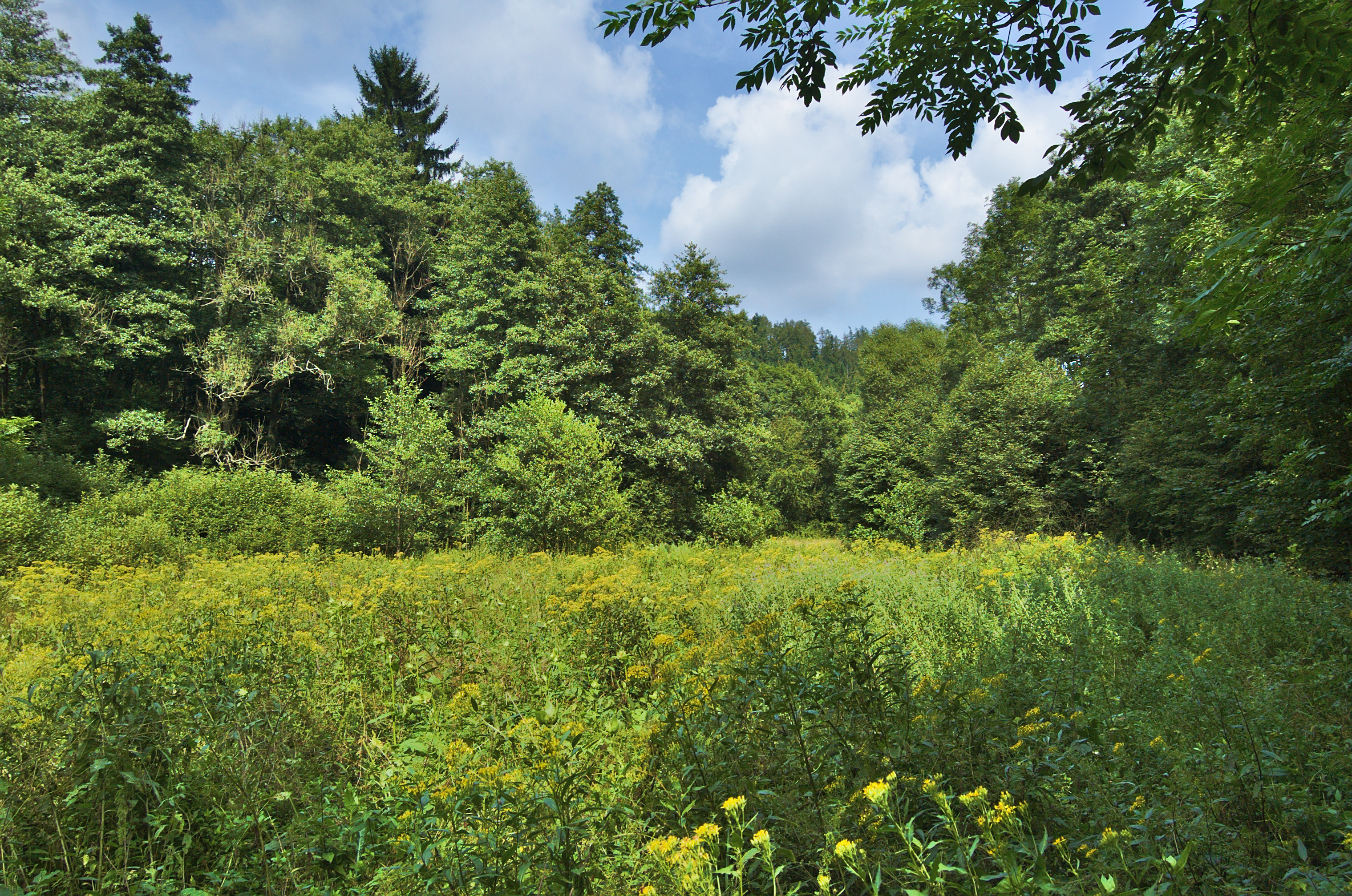
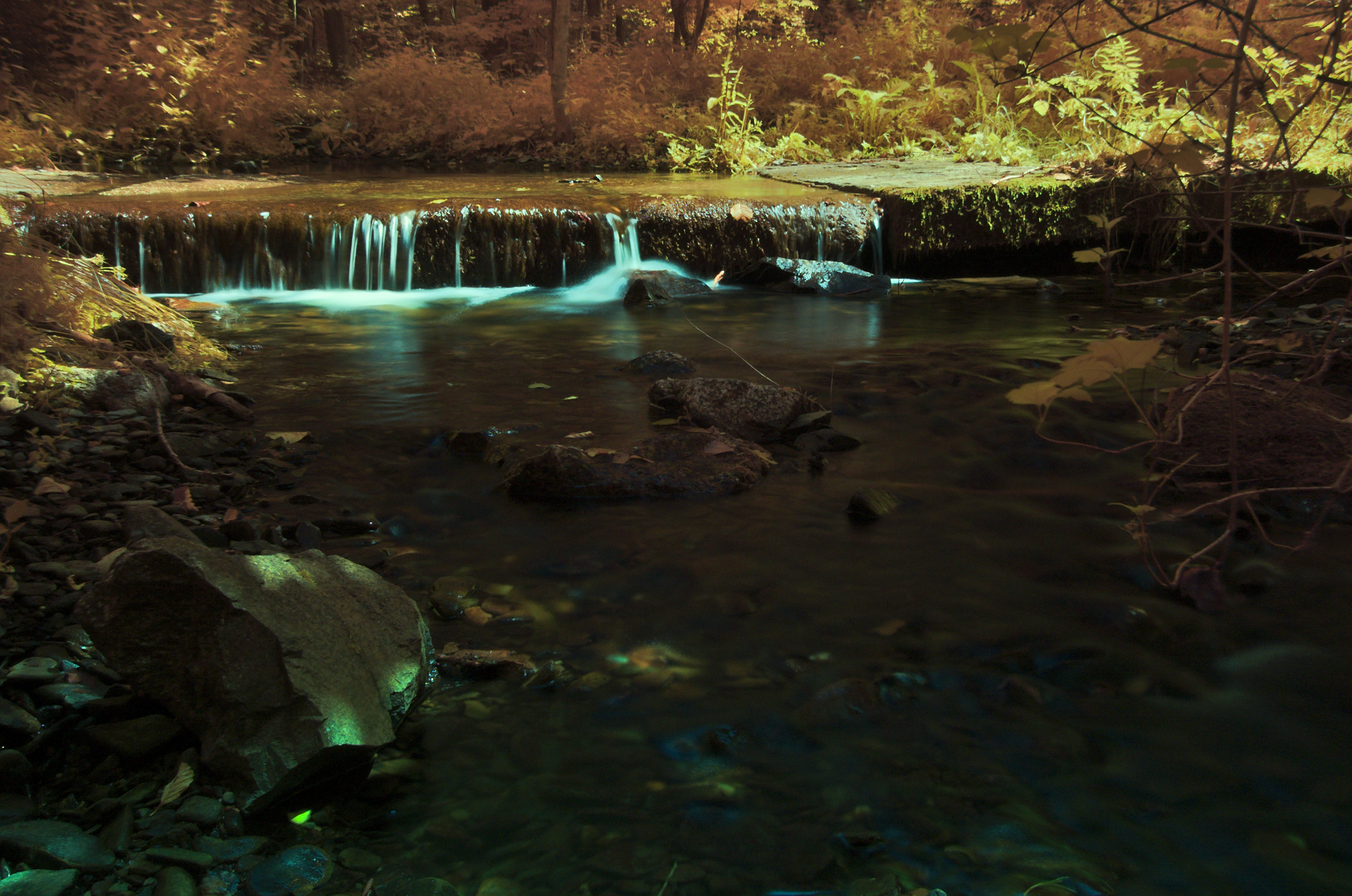
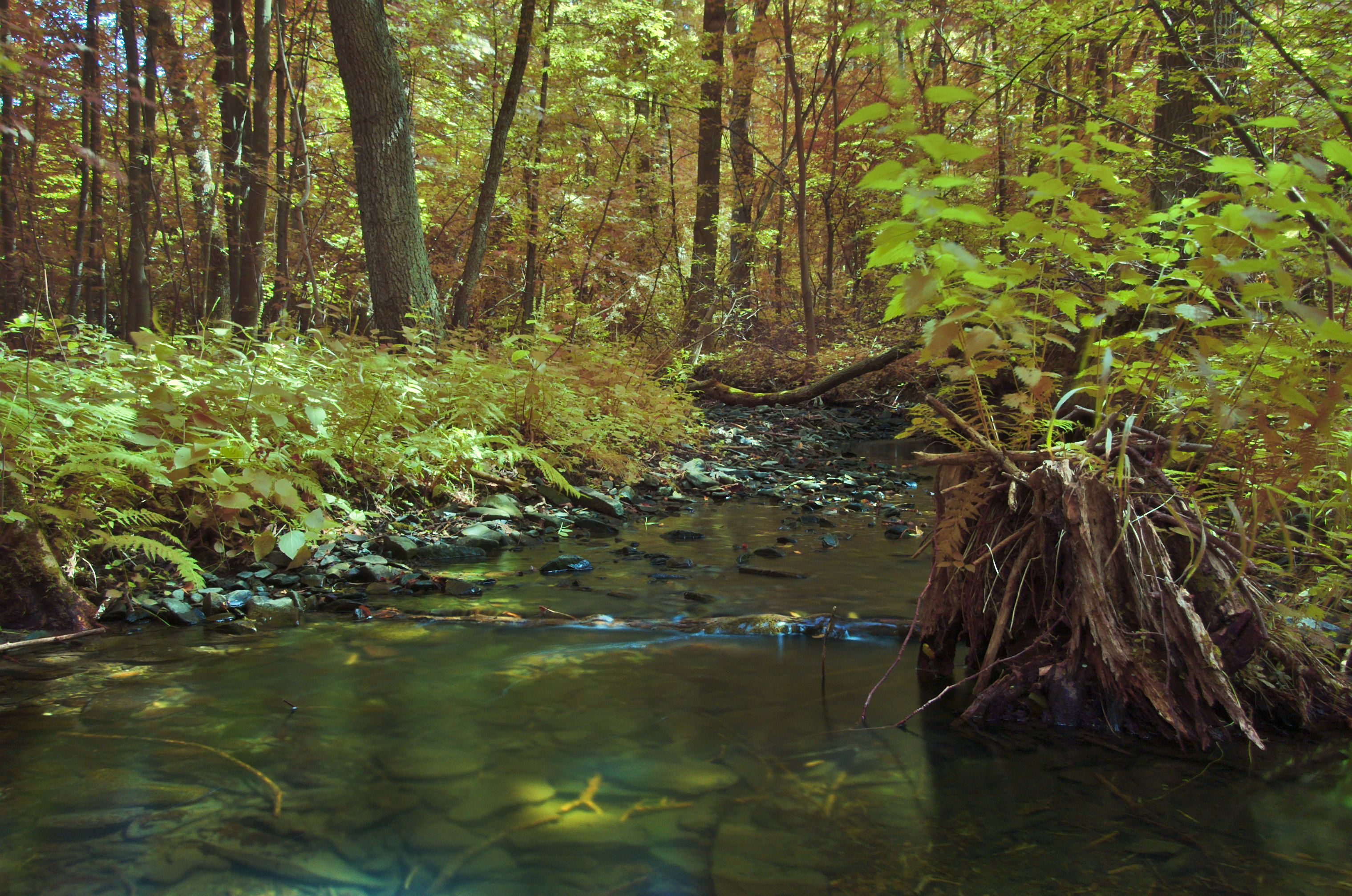